# Nomuka
Nomuka è un'isola delle Tonga. Amministrativamente appartiene alla divisione Haʻapai, nel distretto di Mu'omu'a. 
I nomi più antichi dati dagli europei per l'isola sono Namuka o isola di Rotterdam.
La popolazione è diminuita da 550 a 474 tra i censimenti del 1996 e del 2006. Al censimento del 2021 l'isola aveva 239 abitanti.

## Storia
I visitatori storici degni di nota includono Abel Tasman, il capitano Cook, il capitano Bligh e William Mariner. 
L'olandese Abel Tasman fece la prima scoperta europea dell'isola, il 24 gennaio 1643. Un gruppo scese a terra per prendere l'acqua e la descrizione che riportarono dell'enorme lago lascia pochi dubbi sull'identificazione. Tasman la chiamò isola di Rotterdam, in onore della città di Rotterdam, un importante porto dei Paesi Bassi, e annotò sulle sue mappe il nome indigeno di Amamocka, un errore di ortografia di 'A Nomuka (ʻa è un articolo che indica il soggetto). Annotò anche il nome di Amorkakij per la vicina isola più piccola di Nomuka Iki.
Durante l'eruzione vulcanica dell'Hunga Tonga-Hunga Haʻapai nel gennaio 2022, numerose case sono state distrutte o danneggiate da un'onda di tsunami. C'è stato almeno un decesso sull'isola che si trova a 70 chilometri dal vulcano.

## Geografia
Nomuka è un'isola di 7,12 km².
L'isola presenta un lago salmastro poco profondo e paludoso (Ano Lahi) nel mezzo e tre laghi più piccoli: Ano Ha'amea, Ano Fungalei e Molou. 
Nella vicinanza ci sono tre piccole isole: Puho'ava, Loto (l'isola più grande) e Tefisi. 
Accessibile solo in barca, Nomuka è servita settimanalmente da barche provenienti da Nuku'alofa e Lifuka. 